# Münchener Ministerpräsidentenkonferenz

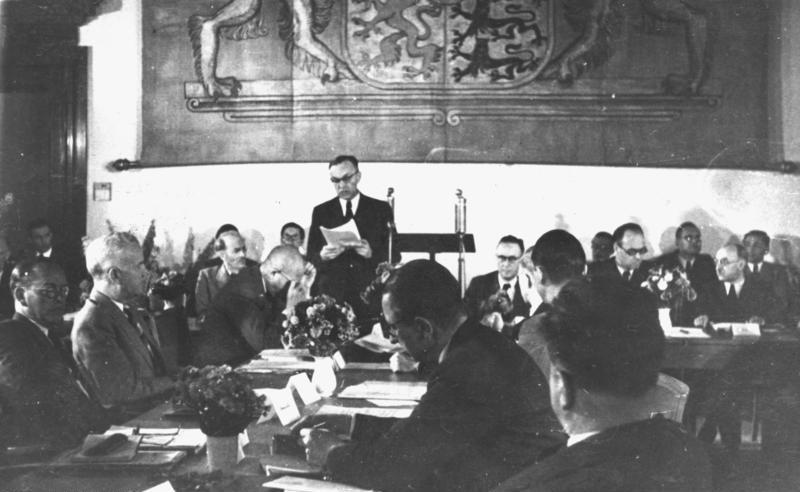
Der bayerische Ministerpräsident Ehard bei seiner Ansprache auf der Konferenz

Auf der Münchener Ministerpräsidentenkonferenz vom 5. bis 6. Juni 1947 tagten die Ministerpräsidenten aller deutschen Länder bzw. ihre Stellvertreter.
Die Zusammenkunft war von Hans Ehard, dem damaligen bayerischen Ministerpräsidenten, initiiert worden. Die US-amerikanische Besatzungsmacht wurde als erstes von der geplanten Konferenz in Kenntnis gesetzt, und Lucius D. Clay gab am 6. Mai 1947 seine Zustimmung. Am 7. Mai 1947 sandte Hans Ehard nach vielen Vorsondierungen das Einladungstelegramm. Ziel war die künftige Zusammenarbeit der Länder. Die SPD, vor allem Kurt Schumacher, wehrte sich dagegen, nach der Zwangsvereinigung von SPD und KPD zur SED mit der SED zu verhandeln, solange die SPD in der SBZ verboten war; der Parteivorstand verpflichtete die SPD-Ministerpräsidenten, nur über die wirtschaftliche Situation Deutschlands zu sprechen. In der SBZ führte die Ablehnung der Hinzuziehung von Parteien und Gewerkschaften zu Diskussionen im Parteivorstand der SED. Walter Ulbricht sprach den Ministerpräsidenten die gesamtdeutsche Legitimation ab. Dennoch unterlag er in der Abstimmung im Parteivorstand, so dass die ostzonalen Ministerpräsidenten an der Konferenz teilnehmen konnten. Der französische Gouverneur forderte, dass die Ministerpräsidenten nicht über politische Themen debattieren sollen. Insgesamt fand die Tagung von vornherein unter schlechten Voraussetzungen statt.
Im Vorfeld der Konferenz trafen sich die Bevollmächtigten der Länder am 4. Juni 1947 und erstellten bis zum Nachmittag des 5. Juni 1947 eine Tagesordnung, worauf am selben Abend ein Essen stattfand. Um 21.55 Uhr begann die Vorbesprechung der Ministerpräsidenten über die Tagesordnung. Im Namen der Ministerpräsidenten der SBZ nahm Wilhelm Höcker, Ministerpräsident des Landes Mecklenburg, zur Tagesordnung Stellung und beantragte, die Tagesordnung um den Punkt zu ergänzen: Bildung einer deutschen Zentralverwaltung durch Verständigung der demokratischen Parteien und Gewerkschaften zur Schaffung eines deutschen Einheitsstaates. Die Ministerpräsidenten der westlichen Ländern lehnten den Antrag ab. 
Darauf erklärte Karl Steinhoff, Ministerpräsident der Provinz Brandenburg, die Abreise der Ministerpräsidenten der SBZ. Am Vormittag des 6. Juni 1947 unternahmen der Bremer Bürgermeister Wilhelm Kaisen und Ferdinand Friedensburg, Stellvertretender Oberbürgermeister Groß-Berlins, einen erfolglosen Vermittlungsversuch. Sie suchten die noch in München weilenden Ministerpräsidenten der SBZ auf, die zur Wiederaufnahme der Gespräche eine Geste verlangten. Sie hatten den Beschluss des Parteivorstands der SED, bei Antragsablehnung sofort abzureisen, missachtet. Nach der Ablehnung dieser Geste reisten die Vertreter der Länder in der SBZ frühzeitig wieder ab, ohne dass es zu einem Ergebnis gekommen war. Die Ministerpräsidenten der westlichen Länder behandelten daraufhin vorwiegend wirtschaftliche Themen, aber auch die damalige Flüchtlings- und Ernährungsproblematik.
Das Scheitern der Konferenz lag am mangelnden Verhandlungsgeschick von Hans Ehard, aber vor allem daran, dass die deutsche Teilung bereits zu diesem Zeitpunkt zu weit vorangetrieben worden war.